# Amarwara
Amarwara é uma vila e uma nagar panchayat no distrito de Chhindwara, no estado indiano de Madhya Pradesh.

## Geografia
Amarwara está localizada a 22° 18′ N, 79° 10′ L. Tem uma altitude média de 796 metros (2611 pés).

## Demografia
Segundo o censo de 2001, Amarwara tinha uma população de 12 025 habitantes. Os indivíduos do sexo masculino constituem 52% da população e os do sexo feminino 48%. Amarwara tem uma taxa de literacia de 70%, superior à média nacional de 59,5%; com 57% para o sexo masculino e 43% para o sexo feminino. 15% da população está abaixo dos 6 anos de idade.